# ميشيل سميث
ميشيل سميث (Michelle Smith) هي لاعبة أولمبية لرياضة السباحة من أيرلندا. شاركت في الأولمبياد الصيفي في 1996، وفازت بما مجموعه 4 ميداليات.

## الميداليات
| ذهب | فضة | برونز | المجموع |
| 3   | 0   | 1     | 4       |

## روابط خارجية
- ميشيل سميث على موقع الاتحاد الدولي للسباحة (الإنجليزية)
- ميشيل سميث على موقع SwimRankings.net (الإنجليزية)
- ميشيل سميث على موقع اللجنة الأولمبية الدولية (الإنجليزية)
- ميشيل سميث على موقع أوليمبيديا (الإنجليزية)